# Алая королева
«Алая королева» (англ. The Red Queen) — исторический роман британской писательницы Филиппы Грегори, рассказывающий о Маргарет Бофорт. Был впервые опубликован в 2010 году, стал литературной основой сериала «Белая королева».

## Сюжет
Действие романа происходит в Англии XV века, во время Войн Алой и Белой розы. Центральная героиня — Маргарет Бофорт, женщина из ланкастерской «партии», которая стремится сделать своего сына Генриха Тюдора королём. В итоге она добивается своего: в 1485 году, победив Ричарда III, Генрих завоёвывает корону.

## Оценки и адаптации
Рецензенты отзывались о романе одобрительно. По словам обозревателя журнала Publishers Weekly, Грегори «пристыдила своих многочисленных подражателей несравненной энергией, сосредоточенностью и безукоризненным исполнением». Журнал AudioFile присудил свою награду за аудиокнигу, созданную по «Алой королеве».
По мотивам «Алой королевы» и ещё одного романа Филиппы Грегори, «Белая королева», был снят сериал «Белая королева» (2013).